# Netelia vinulae
Netelia vinulae är en stekelart som först beskrevs av Giovanni Antonio Scopoli 1763.  Netelia vinulae ingår i släktet Netelia och familjen brokparasitsteklar. Arten är reproducerande i Sverige. Inga underarter finns listade i Catalogue of Life.